# Khảo sát giá trị thế giới
Đây là một dự án mang tính chuyên môn được thực hiện bởi các nhà khoa học xã hội nhằm đánh giá trạng thái của văn hóa xã hội gồm những giá trị về đạo đức, tín ngưỡng, chính trị của các nền văn hóa khác nhau trên khắp thế giới. Những thành quả này phần lớn được công bố qua trang mạng Lưu trữ ngày 1 tháng 4 năm 2010 tại Library of Congress Web Archives.

## Lịch sử
Khảo sát giá trị thế giới (WVS) được nảy sinh ra từ chương trình nghiên cứu những giá trị châu Âu (EVS)  năm 1981, khi đó sự thành công của phương pháp này đã được mở rộng ra 14 nước nằm ngoài châu Âu. Tuy vậy dự án nghiên cứu vào năm 1981 này chỉ bao gồm 22 nước trên thế giới. EVS được chỉ đạo dưới sự hướng dẫn của Jan Kerkhofs và Ruud de Moor tiếp tục được triển khai tại đại học Tilburg, Hà Lan. Những khảo sát rộng khắp toàn cầu sau đó đã được thực hiện bởi Ronald Inglehart tại đại học Michigan, Hoa Kỳ.
Khảo sát được thựa hiện với chu kỳ 10 năm một lần bên cạnh những đọt khảo sát nhỏ hơn theo chu kỳ 5 năm. Một trong những mục tiêu theo chiều dọc của dự án là đo lường bước thay đổi của các giá trị (hàm nghĩa so sánh giữa các nền văn hóa).
Do nguồn gốc của dự án mà khảo sát giá trị thế giới nhắm đến tập trung ở châu Âu & rất hời hợt ở châu Phi & Đông Nam Á. Để chấp nhận mở rộng khảo sát, WVS đã được cấu trúc lại theo kiểu phi tập trung hóa mạnh mẽ. Những nhà khoa học hàn lâm đến từ các quốc gia có thể tự do gia nhập mạng lưới khảo sát gần như là dân chủ. Để tham gia, những người đại diện này phải đạt tiêu chuẩn là thực hiện khảo sát ít nhất 1000 người ở quốc gia mà họ đang sinh sống. Những dữ liệu khảo sát độc lập này sẽ được trao đổi qua lại như một phần của dữ liệu chung về WVS. Nền tảng tài chính để thực hiện xuất phát từ cộng đồng mà họ sinh sống, phần lớn là được tài trợ từ chính quyền địa phương trong quá trình thực hiện dự án. Bằng cách này, WVS đã trở thành phong trào rộng khắp vượt ra ngoài phạm vi châu Âu, mở rộng ra 42 quốc gia trong đợt khảo sát thứ 2, 54 quốc gia trong đợt khảo sát thứ 3 và 62 quốc gia trong đợt khảo sát lần thứ tư.
Hiện nay dữ liệu về WVS đã được xuất bản trên mạng Internet & cho phép mọi người truy nhập miễn phí. Văn phòng chính của WVS được đặt tại Thụy Điển, phòng lưu trữ chính thức của WVS được đặt tại Madrid, Tây Ban Nha.

## Phương pháp luận và phạm vi
Khảo sát giá trị thế giới dùng phương pháp khảo sát trực tiếp (phỏng vấn mặt đối mặt) nhằm thu được những câu trả lời chi tiết cho bảng câu hỏi đưa ra. Bản câu hỏi phỏng vấn của 5 đợt điều tra (bao gồm cả đợt điều tra không đầy đủ gần đây vào năm 2005/2006) có thể xem tại trang mạng của WVS. Cuộc điều tra 2005/2006 đã sử dụng 250 câu hỏi và thực hiện với khoảng 1000 đến 3500 người được phỏng vấn ở mỗi nước. Trong đợt điều tra lần thứ tư, WVS đã thực hiện 92000 cuộc phỏng vấn trên toàn cầu đối với 62 nước và trung bình mỗi nước tiến hành 1330 cuộc phỏng vấn. Khảo sát VWS ở từng quốc gia thường được tiến hành bởi một vài cá nhân hoặc tổ chức nên buộc phải tiến hành theo phương pháp lấy mẫu, tức khảo sát trên từng nhóm nhỏ đại diện cho mỗi tầng lớp hoặc cộng đồng.

## Kết quả
Bản câu hỏi của khảo sát giá trị thế giới hướng đến khoảng 250 đáp số trong khoảng từ 400 đến 800 các biến đo lường như: sex, tình trạng hôn nhân, số con cái của mỗi cặp vợ - chồng, household composition, trình độ học vấn, nhà ở (sống với thế hệ bố mẹ hay không), nghề nghiệp (tình trạng, người tạo thu nhập chính ở gia đình hay không?, ông chủ hay người làm công ăn lương), tình trạng tài chính dự phòng (tiết kiệm gia đình trong năm trước, tầng lớp xã hội, mức thu nhập), nơi cư trú (thuộc vùng miền nào, quy mô nơi cư trú: thị xã, thành phố, nông thôn), nhóm sắc tộc.
Số liệu trên trang mạng World Values Survey rất lớn & có thể tải về miễn phí hoặc xem/so sánh giữa các quốc gia dưới dạng bảng, biểu đồ, Marginals đối với từng kết quả điều tra của mỗi câu hỏi.